# Tony Popović
Pour les articles homonymes, voir Popović.
Tony Popović, né le 4 juillet 1973 à Sydney en Australie, est un footballeur international australien reconverti en entraîneur. Il est fils d'immigrés croates.

## Biographie

### Carrière internationale
Popović a joué 58 fois pour l'Australie, marquant 8 buts entre 1995 et 2006. Popović représenta l'Australie lors des Jeux olympiques d'été de 1992 à Barcelone avec l'équipe olympique, et son premier match avec l'équipe A était en 1995 contre la Colombie.
Popović a remporté la Coupe d'Océanie à trois reprises avec l'Australie.

## Palmarès

### En tant que joueur
- Avec la sélection d'Australie
  - Vainqueur de la Coupe d'Océanie en 1996, 2000 et 2004

### En tant qu'entraîneur
- Avec le Western Sydney Wanderers
  - Vainqueur de la Ligue des champions de l'AFC en 2014

### Distinctions personnelles
- Élu meilleur entraîneur de l'A-League en 2013
- Élu entraîneur asiatique de l'année en 2014